# Manoir de Ray
Le manoir de Ray (ou de Ré, de Retz) est situé sur la commune du Petit-Pressigny, dans le département d'Indre-et-Loire. Le château fait l’objet d’une inscription au titre des monuments historiques depuis le 9 septembre 1975.

## Historique
Othon de Laroche est sire de Ré en 1222.
En 1411, le domaine de Ray est propriété du chevalier Geoffroy de Coué, puis de Pothon de Coué en 1479. Selon l'abbé Bosseboeuf, le château de Ray aurait été reconstruit vers 1500 par Christophe de Coué. Il passe ensuite à la famille de Périon. 
Le château de Ray appartient à Claude Benoist de Genault, valet garde noble de "Monsieur" frère du roi, conseiller du roi et procureur au grenier à sel de Loches, en 1740, puis par héritage à son gendre Jean-Félix Cantineau de Commacre, mousquetaire et lieutenant des maréchaux de France à Tours, puis au gendre de celui-ci, Gabriel d'Arsac, marquis de Ternay, député aux États généraux de 1789 pour le Loudunois.